# Bronkowice
Bronkowice – wieś w Polsce, położona w województwie świętokrzyskim, w powiecie starachowickim, w gminie Pawłów.
W latach 1975–1998 miejscowość administracyjnie należała do województwa kieleckiego.
Przez wieś przechodzi  zielony szlak turystyczny ze Starachowic do Łącznej.

## Części wsi
| SIMC    | Nazwa        | Rodzaj    |
| ------- | ------------ | --------- |
| 0259910 | Górki        | część wsi |
| 0259927 | Górna Wieś   | część wsi |
| 0259933 | Jaźwiny      | część wsi |
| 0259956 | Matyjasowiny | część wsi |
| 0259962 | Piskowce     | część wsi |
| 0259979 | Podlesie     | część wsi |
| 0259985 | Zawąwóz      | część wsi |

## Historia
Bronkowice wieś z XIV wieku u Długosza Bronykowicze w parafii Tarczek prepozytury kieleckiej.
W  roku 1337 Jan Grot biskup krakowski daje Witalisowi z Tarczka las zwany „Bronykowicze” dla osadzenia na 20 łanach wsi na prawie sredzkiem.
W roku 1343 tenże Witalis z Tarczka sprzedaje to sołtystwo Wilczkowi z Opatowa (Kod. kat. krak. II, 10, 12).
W XV wieku wieś jest własnością biskupów krakowskich, ma 8 łanów kmiecych dających dziesięcinę (do 10 grzyw.) biskupom.

Karczma z rolą i sołtystwo na 2 łany dają dziesięcinę plebanowi w Tarczku.
W wieku XIX

Bronkowice,  wieś w powiecie  kieleckim, parafii Tarczek.
W sierpniu 1944 roku znajdowało się tu dowództwo i baza oddziałów AL Obwodu Kieleckiego.